# Regina Navarro Lins
Regina Navarro Lins (Rio de Janeiro, 30 de novembro de 1948) é uma psicanalista e escritora brasileira. Também é palestrante em assuntos como relacionamentos afetivos e sexualidade.
Autora de doze livros sobre relacionamento amoroso e sexual, entre eles o best seller A Cama na Varanda, com mais de 50 mil cópias vendidas. Exerce ampla atuação na mídia, como colunista (blog no portal UOL, coluna semanal no jornal O Dia-RJ) cronista (na rádio Metrópole (Salvador) e consultora (no Programa Amor & Sexo, Rede Globo). Realiza palestras em todo o Brasil e trabalha no consultório particular com terapia individual e de casal.
Foi professora da cadeira de Psicologia e Comunicação, do Departamento de Comunicação Social da PUC-Rio, quando criou a cadeira de Dinâmica de Grupo.[carece de fontes?]
Tem dois filhos de dois casamentos anteriores e uma neta e, desde 2000, é casada com o romancista e dramaturgo Flávio Braga.

## Livros publicados
- Novas formas de amar, Editora Planeta, 2017
- O Livro do Amor, em dois volumes (Volume 1: Da Pré-História à Renascença; Volume 2: Do Iluminismo à Atualidade), Editora Best Seller, 2012
- Se eu fosse você... – Uma reflexão sobre as experiências amorosas, Editora Best Seller, 2010
- A Cama na Rede – O que os brasileiros pensam sobre amor e sexo, Editora Best Seller, 2010
- Amor a três (com Flávio Braga), Editora Best Seller, 2008
- A cama na varanda - Arejando nossas ideias a respeito de amor e sexo. (Versão revista e ampliada), Editora Best Seller, 2007
- Fidelidade obrigatória e outras deslealdades (com Flávio Braga), Editora Best Seller, 2007
- Separação, com Flávio Braga, Editora Best Seller, 2006
- O Sexo no Casamento (com Flávio Braga),  Editora Best Seller, 2006
- O Livro de Ouro do Sexo (com Flávio Braga), Ediouro, 2005
- Conversas na varanda, Editora Rocco, 1999
- Na cabeceira da Cama, Editora Rocco, 1998
- A cama na varanda - Arejando nossas ideias a respeito de amor e sexo,  Editora Rocco, 1997

## Influência das suas ideias
O grupo libertário gaúcho Rede Relações Livres, cujo principal objetivo é discutir alternativas ao casamento monogâmico, utiliza as ideias de Regina Navarro Lins como referência teórica. A psicanalista participou do encontro anual  "Universo Livre" promovido pelo grupo em novembro de 2012.
A cantora e compositora Marisa Monte afirmou que a canção "Amar Alguém", gravada no disco O Que Você Quer Saber de Verdade (2011), foi influenciada pela visão de mundo da psicanalista, sobretudo os versos "Amar alguém só pode fazer bem/ Seja só uma pessoa ou um harém".
O programa de televisão Amor & Sexo, exibido pela Rede Globo, é outro exemplo da penetração das ideias de Regina Navarro Lins. Desde que se tornou jurada e consultora da atração, em 2012, a psicanalista vem fazendo reflexões raramente vistas na TV aberta. No programa exibido em 19 de dezembro de 2012, a apresentadora Fernanda Lima colocou em debate o impacto dos contos de fada no imaginário infantil. A psicanalista afirmou que histórias como Cinderela, Branca de Neve e A Bela Adormecida passam às crianças a mensagem subliminar de que as mulheres são impotentes e que só podem melhorar de vida se forem salvas por um homem.
A ideia causou celeuma entre os convidados do programa (os atores Flávia Alessandra, Eliane Giardini, Camila Morgado, Otaviano Costa e José Loretto). No final do debate, Fernanda Lima resumiu a questão com um ponto de vista próximo ao de Regina Navarro Lins: para a apresentadora, existe, sim, uma mensagem subliminar nos contos de fada. Por conta disso, muitas mulheres ficam "esperando o príncipe encantado... que não vai chegar", concluiu.

## Atuação no rádio
Durante dois anos e meio (1996 a 1998), apresentou o programa "SexCidade", na Rádio Cidade FM, do Rio de Janeiro, o primeiro do gênero a debater questões sexuais e amorosas com a participação dos ouvintes.
Entre 2007 e 2008, participou dos programas "Afrodisíaco", da rádio BH FM, de Belo Horizonte, e "Show da Manhã", da rádio 98, do Rio de Janeiro. Em 2012, manteve um quadro semanal no programa "Hora do Blush" da Rádio SulAmérica Paradiso FM, do Rio de Janeiro.  Atualmente, apresenta uma crônica semanal na Rádio Metrópole, de Salvador.